# Kasemat
Et Kasemat er en støbt, muret eller stålarmeret struktur, som kan være en befæstet kanon-stilling eller en armeret enhed på et skib hvorfra der kan affyres kanoner.
Tidligere har udtrykket kasemat været anvendt på et hvælvet rum i et fort.
Til civilt brug kan et kasemat være en tunnel, i et bjerg, forsynet med armerede døre, til opbevaring af flygtigt gods, kunstværker etc.
Ordet stammer fra det italienske casamatta, som betyder armeret mørkt hus.